# Lycium elongato-cestroides
Lycium elongato-cestroides ist eine Pflanzenart aus der Gattung der Bocksdorne (Lycium) in der Familie der Nachtschattengewächse (Solanaceae).

## Beschreibung
Lycium elongato-cestroides ist ein aufrecht wachsender Strauch, der Wuchshöhen von 1 bis 2,2 m erreicht. Seine Laubblätter sind unbehaart und werden 6 bis 28 mm lang, sowie 2 bis 8 mm breit.
Die Blüten sind zwittrig und meist fünfzählig, selten auch vierzählig. Der Kelch ist röhrenförmig und unbehaart bis fein flaumig behaart. Die Kelchröhre wird 2,5 bis 3,8 mm lang und ist mit 1 bis 3 mm langen Kelchzipfeln besetzt. Die Krone ist trichterförmig und violett gefärbt. Die Kronröhre erreicht eine Länge von 12 bis 14 mm, die Kronlappen sind 2 bis 3 mm lang. Die Staubfäden sind an der Basis auf 1 mm der frei stehenden Bereiches fein behaart.
Die Frucht ist eine rote, kugel- bis eiförmige Beere, die 6 bis 9 mm lang und 4 bis 6 mm breit wird. Sie enthält pro Fruchtknotenfach einen bis fünf Samen.

## Vorkommen
Die Art kommt in den argentinischen Provinzen Catamarca und Córdoba vor.

## Belege
- J.S. Miller und R.A. Levin: Lycium elongato-cestroides in Project Lycieae (Memento vom 9. Dezember 2007 im Internet Archive)